# Tisbe inflata
Tisbe inflata är en kräftdjursart som först beskrevs av Georg Ossian Sars 1901.  Tisbe inflata ingår i släktet Tisbe och familjen Tisbidae. Inga underarter finns listade i Catalogue of Life.